# کریستوفر وره
کریستوفر وره (انگلیسی: Christopher Wreh؛ زادهٔ ۱۴ مهٔ ۱۹۷۵) بازیکن فوتبال اهل لیبریا است که در پست مهاجم بازی می‌کرد.
از باشگاه‌هایی که در آن بازی کرده‌است می‌توان به بورنموث، موناکو، آرسنال، گنگام، بیرمنگام سیتی، پرسپولیس، الهلال، آ. ا. ک آتن، باکینگهام تاون، سنت میرن و بیشاپس استورتفورد اشاره کرد.